# Erik Oña
Erik Oña (* 20. November 1961 in Córdoba; † 14. September 2019 in Basel) war ein argentinischer Komponist, Dirigent und Musikpädagoge.

## Werdegang
Oña studierte Musik an der Universidad Nacional de La Plata und an der State University of New York at Buffalo. Von 1989 bis 1993 war er Professor für Komposition und Orchestration an der Universidad Nacional de La Plata. 1995 hatte er eine Gastprofessur für Komposition und elektronische Musik am Kunitachi College of Music in Tokio inne. Von 1995 bis 2001 unterrichtete er Komposition an der University of Buffalo. Ab 2003 war er Professor für Komposition an der University of Birmingham, dann wurde er Professor für Komposition und Leiter des Studios für elektronische Musik an der Musikakademie Basel.
Ab 1994 war Oña Dirigent des Ensembles für zeitgenössische Musik an der State University of New York at Buffalo. Nachdem er 1996 eine CD-Aufnahme des Kölner Thürmchen Ensembles geleitet hatte, wurde er dessen Dirigent. Er arbeitete außerdem mit zahlreichen anderen Orchestern und Ensembles wie dem June in Buffalo Chamber Ensemble, dem JIB Brass Ensemble, dem New York New Music Ensemble, dem Buffalo Philharmonic Orchestra, dem Kammerensemble Neue Musik Berlin, dem Ensemble Resonanz, und der Basel Sinfonietta und leitete etwa 150 Uraufführungen von Werken zeitgenössischer Komponisten. Seine eigenen Kompositionen umfassen alle Genres von der Kammermusik bis zur Oper und wurden bei Festivals und in Konzertreihen in Europa, Japan und Amerika aufgeführt. Er erlag am 14. September 2019 in Basel einer Krebserkrankung.

## Diskographie
- Andere Stimmen / Tiger und Patriarch / Fünf Lieder / Alles Nahe werde fern / Jodeln / Euler Sonaten, Kompositionen Erik Oñas unter seiner eigenen Leitung
- lys / nichts als geräusch / Resonanzen / weights and measures / Schwellen / Ein Ort für Zufälle, Erik Oña dirigiert Werke von Karin Haußmann
- Massenbewegung, Kompositionen von Carsten Hennig
- Und. Ging. Außen. Vorüber. Erik Oña dirigiert Kompositionen von Thomas Stiegler